# Adolfo Tunesi
Adolfo Tunesi (Olasz Királyság, Cento, 1887. augusztus 27. – Olaszország, Bologna, 1964. november 29.) olimpiai bajnok olasz tornász.
Részt vett az 1912. évi nyári olimpiai játékokon Stockholmban. Egy tornaszámban indult. Csapatverseny meghatározott szereken olimpiai bajnok lett.
Klubcsapata a Virtus Bologna volt.